# Notarkammer Sachsen
Die Notarkammer Sachsen ist eine Körperschaft des öffentlichen Rechts in Dresden, in der die sächsischen Notare organisiert sind. Die Berufskammer wurde am 29. September 1990 gegründet. Im Freistaat Sachsen amtieren derzeit insgesamt 102 Notare (Stand Januar 2025).

## Vorstand
- Präsident: Karsten Schwipps
- Vizepräsident: Franziska Caroli
- Die weiteren Mitglieder des Vorstands: Stephan Gergaut, Christian Salzig, Matthias Wagner, Stephanie A. Jost

Ehrenpräsidenten der Notarkammer Sachsen sind Bettina Sturm und Joachim Püls.

## Geschäftsführer
- Notarassessor Dr. Tobias von Bressensdorf